# Monte Rotondo (Frosinone)
Monte Rotondo è un rilievo dei monti Ernici, nel Lazio e l'Abruzzo,  nella provincia di Frosinone, nel comune di Vico nel Lazio.